# Kikkershoek
Kikkershoek was een buurtschap in de tegenwoordige gemeente Zuidplas (voorheen Zevenhuizen-Moerkapelle) in de provincie Zuid-Holland. De buurtschap was gelegen waar de Vlietkade met de Wollefoppenweg een knik maakt. Die plek bestaat anno 2020 uit zo'n 100 woningen (afhankelijk tot hoever de Wollefoppenweg mee wordt genomen). De naam werd vooral in de periode van 1714 tot 1782 gebruikt, toen er in de omgeving veenafgraving plaatsvond.
Na de bouw van een hervormde kapel in 1906 en een christelijke lagere school in 1913 is Kikkershoek in de buurtschap Oud Verlaat opgegaan en raakte de naam in vergetelheid.

## Geschiedenis
Kikkershoek behoorde van oudsher tot Zevenhuizen. Tijdens de vervening van de Wollefoppenpolder was de Vliet belangrijk voor het transport van turf per schuit naar Rotterdam. Schippers konden door de vaart via Oud Verlaat de Rotte op. Bekend is dat de buurtschap in 1742 uit 12 woningen bestond. De huizen met turfschuren stonden waarschijnlijk op het stuk buitendijks land tussen de Vlietkade en de Vliet, waarop in 1913 ook de lagere school is gebouwd. Met betrekking tot de droogmakerij van de polders zijn er archiefstukken bewaard gebleven die de buurtschap noemen. Na de drooglegging werd de buurtschap kleiner; ze bestond uiteindelijk nog uit 3 à 4 woningen. Hoewel Oud Verlaat oorspronkelijk aan de Rotte lag en Kikkershoek aan de Vliet begonnen de buurtschappen naar elkaar toe te groeien. Het Aardrijkskundig Woordenboek uit 1851 noemt de buurtschappen nog wel apart. De lagere school heeft een zekere tijd 'Kikkershoek' geheten. De buurtschap valt volgens de plaatsnaamborden binnen de grenzen van Oud Verlaat. Desalniettemin is nog zichtbaar dat in Oud Verlaat historisch gezien sprake is van twee kernen; Oud Verlaat (Sootjesverlaat) aan de Rottekade en Kikkershoek aan de Vlietkade op de hoek met de Wollefoppenweg.

## Naamsverklaring
De naam Kikkershoek verwijst naar een echte hoek die hier vroeger lag en gedeeltelijk nog intact is als de hoek tussen de Vlietdijk en de Wollefoppenweg. Het kikker-gedeelte verwijst zeer waarschijnlijk naar de nabijheid van de Vliet.

## Galerij

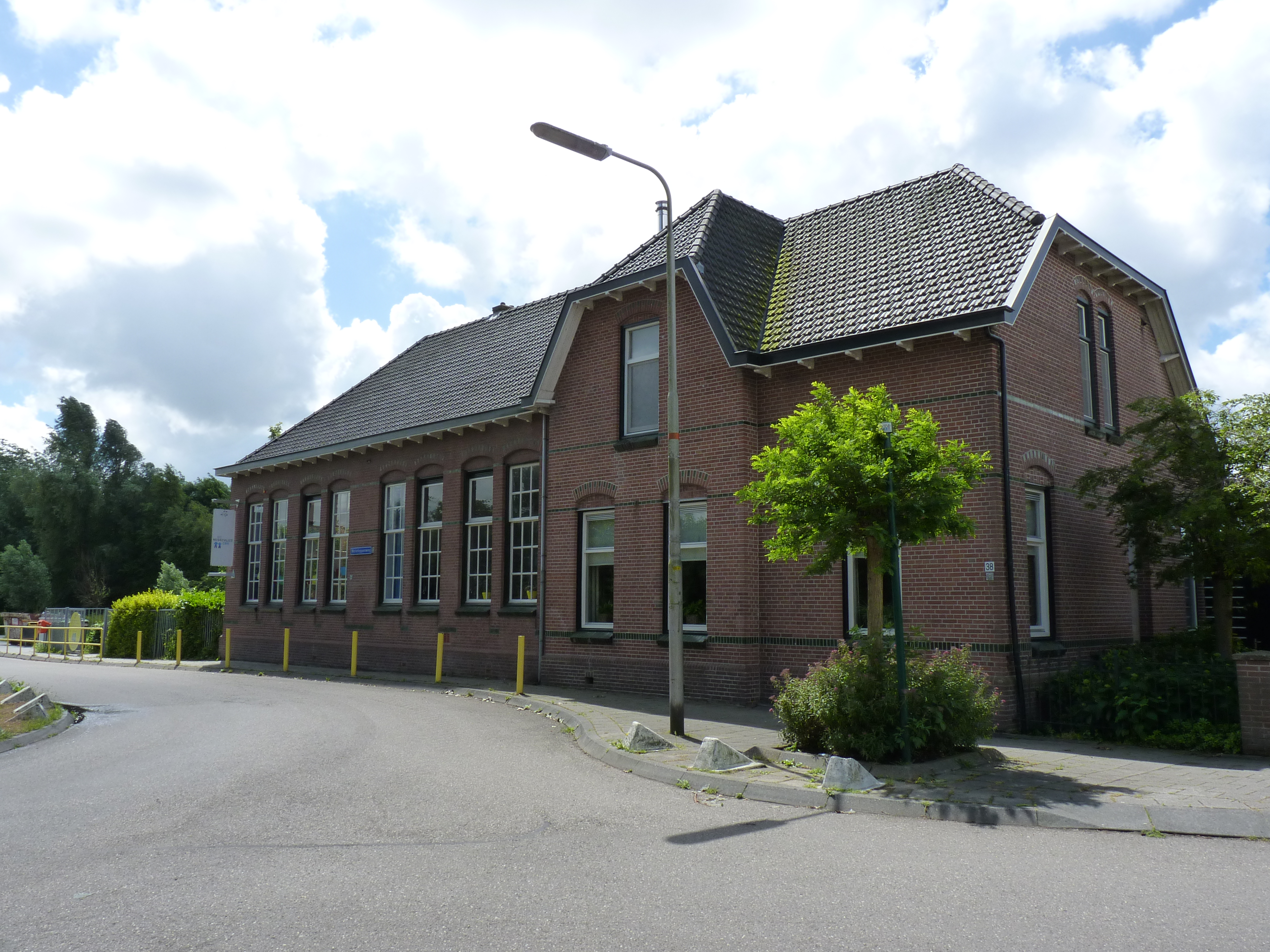
Basisschool 'De Nessevliet'
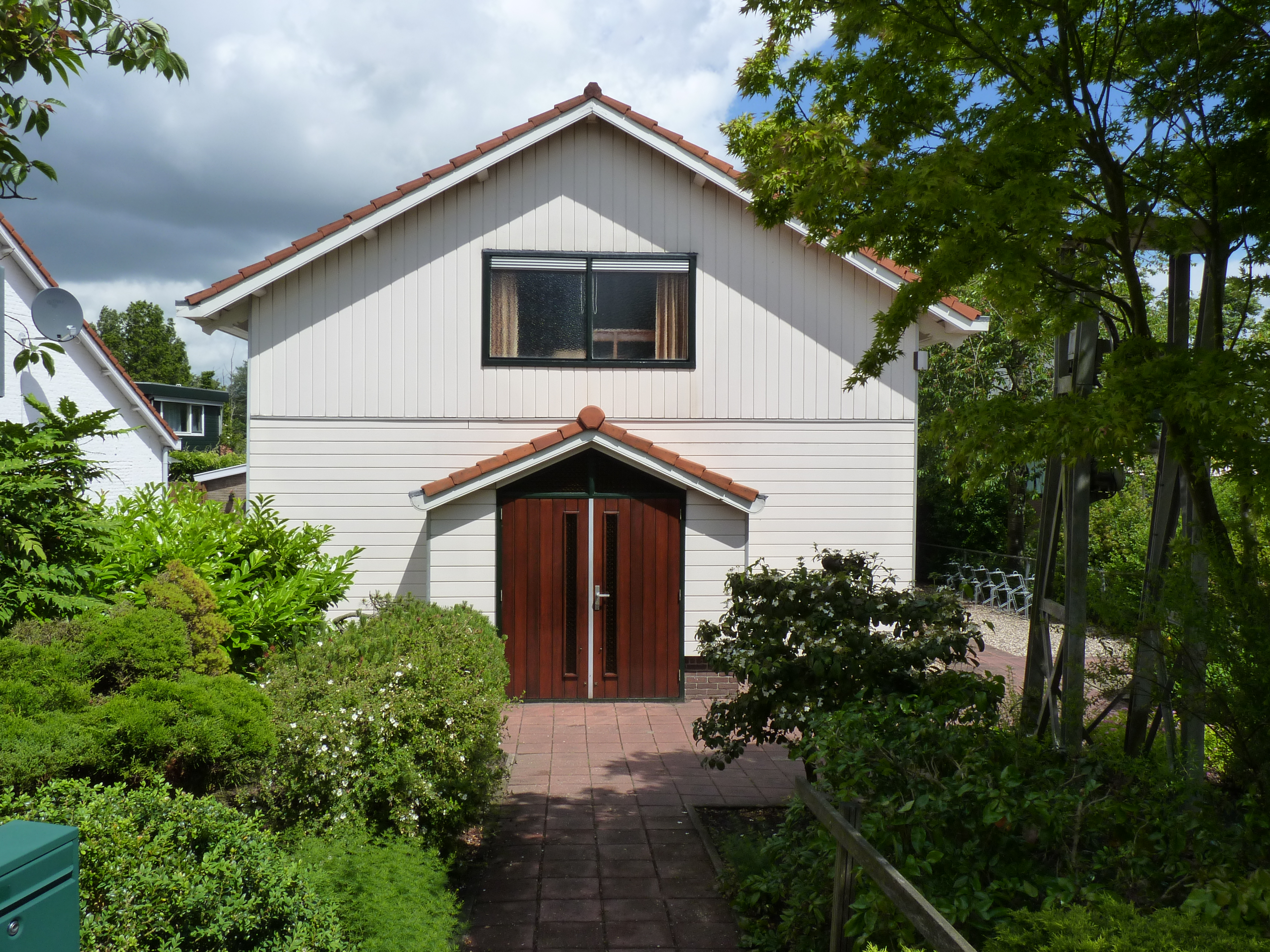
Hervormde kapel